# Markus Henriksen
Markus Henriksen (* 25. července 1992) je norský profesionální fotbalista, který hraje na pozici záložníka za klub Rosenborg BK.

## Klubová kariéra

### Rosenborg
Henriksen jako chlapec odešel z klubu Trond IL do Rosenborgu. Brzy se osvědčil jako zajímavý záložník, který vykazoval rysy fotbalové inteligence, základních dovedností a vynikající vytrvalosti.

#### 2009
Henriksen debutoval v dresu Rosenborgu 10. května 2009 v pohárovém zápase proti Gjøvik-Lyn, když v 86. minutě nahradil Alexandera Tetteyho. Jeho debut v Tippeligaen přišel později téhož roku, když byl 20. září 2009 pozdním náhradníkem za Tronda Olsena proti Sandefjordu. Navzdory tomu, že v této sezóně nasbíral jen něco málo přes půl hodiny fotbalu, odehrál tři zápasy potřebné k zisku titulu v Tippeligaen 2009.

#### 2010
V roce 2010 začal Henriksen pravidelně nastupovat za tým Rosenborgu pod vedením Erika Hamréna a následně i Nilse Arneho Eggena. Odehrál 28 z 30 možných zápasů, 26 z toho v základní sestavě.
Svůj první profesionální gól vstřelil 11. dubna 2010 proti Odd Grenland, kde jeho trefa nabudila Rosenborg k obratu na 3:1. Dne 21. července 2010 Henriksen svým prvním gólem v evropských pohárech završil výhru nad Linfieldem 0:2 ve druhém předkole Ligy mistrů.
Na zápas se přišli podívat skauti z Werderu Brémy, ale sportovní ředitel Rosenborgu Erik Hoftun vyvrátil jakékoli spojitosti s tím, že by Henriksen nepokračoval ve svém rozvoji v Rosenborgu. Henriksen ukončil veškeré spekulace 6. srpna 2010, kdy prodloužil smlouvu do konce roku 2013. Jeho agent Andreas Ekker připustil, že „Markus už mohl odejít do většího klubu, ale myslíme si, že pro něj bude nejlepší, když zůstane v Rosenborgu“.
V témže roce vstřelil další dva góly v kvalifikaci Ligy mistrů a 4. listopadu 2010 skóroval znovu proti Atléticu Madrid ve skupinové fázi Evropské ligy.
Jeho vynikající sezóna, ve které pomohl Rosenborgu k ligovému titulu bez jediné porážky, byla odměněna řadou ocenění, včetně NISO Young Male Player of the Year a Statoil's Talent Prize 2010. Magazín Don Balón jmenoval Henriksena na svém seznamu 100 nejlepších mladých hráčů světa roku 2010, kde se připojil ke svému krajanovi Harmeetu Singhovi. Dalšími byli například Mario Götze, Eden Hazard, Neymar nebo Theo Walcott.

#### 2011
Po prodeji Anthonyho Annana do Schalke před začátkem sezóny 2011 byl Henriksen požádán, aby hrál defenzivnější roli vedle podobně ofenzivně laděného Pera Ciljana Skjelbreda. Po třech zápasech, ve kterých Rosenborg inkasoval deset gólů, trenér Jan Jönsson zavrhl, aby Henriksen hrál na pozici defenzivního záložníka a přivedl Fredrika Winsnese, aby hrál po jeho boku. Henriksen se vrátil ke své oblíbené roli box-to-box a Rosenborg okamžitě vyhrál 2:0 ve dvou zápasech po sobě. Teprve, když Rosenborg v srpnu konečně nahradil Annana Mohammedem-Awalem Issahem, mohl Henriksen využít útočný talent, který předváděl v předchozí sezóně; v prvních šesti zápasech za Rosenborg vstřelil Henriksen pět gólů a na další dva asistoval. K Issahovu příchodu řekl Henriksen pro TV 2 Sport: „Začínám být ofenzivnější a od příchodu Issaha jsem do každého zápasu přinesl víc.“
Dne 21. září téhož roku Daily Mirror uvedl, že se o Henriksena zajímala Aston Villa a Neapol. Henriksen v listopadovém rozhovoru pro Aftenposten podpořil spekulace spojující ho s odchodem do zahraničí: „Chci se pokusit ukázat, že jsem dost dobrý na to, abych hrál jinde než v Norsku. Myslím, že bych se nejlépe hodil do Německa, protože je mým snem hrát v dobrém týmu Bundesligy.“

#### 2012
Pozdě večer 27. ledna 2012 opustil Henriksen tréninkový kemp Rosenborgu v Benidormu a odjel do Belgie, aby dokončil přestup do Clubu Bruggy za 2 miliony eur. Rosenborg uváděl jako důvod, proč byla nabídka přijata, ekonomické důvody. Druhý den však Henriksen na svém osobním twitterovém účtu potvrdil, že odmítl přestup do Clubu Bruggy slovy: „Gratuluji klukům k vítězství. Těšíme se do Benidormu. Odmítl jsem Bruggy kvůli mému vnitřnímu pocitu.“
Pro Henriksena to byla jeho poslední sezóna v klubu. V březnu 2012 nastoupil v úvodním ligovém zápase proti SK Brann a odehrál dalších 17 z 19 zápasů, ve kterých vstřelil jeden gól.

### AZ Alkmaar

#### 2012/13
Dne 31. srpna 2012 odešel Henriksen z Rosenborgu za poplatek kolem 2 milionů eur do AZ Alkmaar a podepsal s klubem pětiletou smlouvu. Svůj debut v dresu AZ si odbyl 16. září 2012, kdy po 72 minutách nahradil Maartena Martense při vítězství 4:0 nad Rodou JC. Henriksen byl ve své debutové sezóně v Eredivisie pravidelným hráčem prvního týmu, vstřelil tři góly a na tři asistoval. V nizozemském poháru odehrál Henriksen každou minutu na cestě do finále, kde poskytl klíčovou asistenci Adamu Maherovi, který otevřel skóre, AZ skóroval jen o 2 minuty později znovu a vyhrál finále na stadionu De Kuip 2:1 nad PSV Eindhoven. Henriksen byl v této sezóně vyhlášen hráčem roku AZ, když porazil nejlepšího střelce Jozyho Altidoreho a mladou senzaci Adama Mahera.

#### 2013/14
Po skvělé předchozí sezóně začal Henriksen sezónu jako pravidelný hráč prvního týmu, ale místa v prvním týmu byla omezena částečně kvůli příchodu manažera Dicka Advocaata po odchodu Gertjana Verbeeka a příchodu a formě Celsa Ortize. Henriksen skóroval pouze dvakrát a odehrál o polovinu méně zápasů než v předchozí sezóně.

### Hull City

#### 2016/17
Dne 31. srpna 2016 odešel do Hull City na hostování do ledna 2017. Při svém debutu v dresu Hullu, 21. září 2016, asistoval u prvního gólu a vstřelil vítězný gól při výhře 2:1 v EFL Cupu nad Stoke City. Dne 6. ledna 2017 se jeho angažmá v Hullu stalo trvalým, když podepsal smlouvu na 2 a půl roku. Dne 30. září 2017 vstřelil svůj první gól poté, co se stal trvalým členem Hull City, když přišel z lavičky a vstřelil pátý gól při domácím vítězství 6:1 nad Birminghamem City.

#### 2018/19
Dne 1. srpna 2018 byl Henriksen jmenován kapitánem týmu pro tuto sezónu.
Dne 1. března 2019 byla Henriksenovi prodloužena smlouva s klubem o jeden rok.
Dne 30. června 2020 klub Hull uvedl, že Henriksen po vypršení smlouvy klub opustí.

#### Bristol City (hostování)
Dne 31. ledna 2020 odešel Henriksen na hostování do konce sezóny do Bristolu City. Dne 21. června 2020 mu bylo umožněno odejít.

### Návrat do Rosenborgu
Dne 27. září 2020 se Henriksen po osmi letech vrátil do Rosenborgu.

## Reprezentační kariéra
Henriksen debutoval v reprezentaci Norska do 21 let proti Chorvatsku 11. srpna 2010. Vstřelil jediný gól Norska při prohře 1:4. V roce 2013 se zúčastnil kvalifikace na Mistrovství Evropy ve fotbale hráčů do 21 let 2013, jednou skóroval proti Ázerbájdžánu a jednou asistoval proti Anglii.
Jen něco málo přes dva měsíce poté, co debutoval v norské reprezentaci do 21 let, debutoval v seniorské reprezentaci Norska proti stejné zemi; 12. října 2010, ve věku pouhých 18 let, odehrál Henriksen první poločas v přátelském utkání proti Chorvatsku, které Norsko prohrálo 2:1. Svůj první soutěžní zápas odehrál 4. června 2011, kdy v 83. minutě nahradil Christiana Grindheima proti Portugalsku.
Dne 23. listopadu 2011 byl Henriksen povolán na King's Cup 2012 v Thajsku, který se konal od 15. do 21. ledna. Po působivém výkonu proti výběru dánské ligy Henriksen vysvětlil své záměry s národním týmem: „Budu lídrem, a to jak tady (s národním týmem), tak v Rosenborgu, bez ohledu na věk. Jsem typ hráče, který rád přebírá zodpovědnost, a to jak svou hrou, tak vlivem.“ Reprezentační trenér Egil Olsen souhlasil: „Překvapilo by mě, kdyby časem nehrál v národním týmu... Vidím ho ve vůdčí roli, možná to bude docela možné na podzim.“
Henriksen vstřelil svůj první gól za národní tým v kvalifikačním zápase na Mistrovství světa ve fotbale 2014 proti Slovinsku. Poté, co nastoupil do pěti z prvních šesti zápasů v kvalifikaci, byl Henriksen vynechán ze sestavy pro zápasy proti Kypru a Švýcarsku v září 2013 a místo toho byl povolán do týmu do 21 let. Egil Olsen uvedl, že Henriksenovy výkony v posledních zápasech nebyly dost dobré a že by pro něj bylo lepší hrát za tým do 21 let než sedět na lavičce seniorského týmu.

## Osobní život
Je synem bývalého hráče a manažera Rosenborgu Tronda Henriksena.

## Statistiky

### Klubové
Platí k zápasu hranému 9. prosince 2023.
| Klub                     | Sezóna            | Liga              | Liga   | Liga | Národní pohár | Národní pohár | Kontinentální | Kontinentální | Ostatní | Ostatní | Celkově | Celkově |
| Klub                     | Sezóna            | Soutěž            | Zápasy | Góly | Zápasy        | Góly          | Zápasy        | Góly          | Zápasy  | Góly    | Zápasy  | Góly    |
| ------------------------ | ----------------- | ----------------- | ------ | ---- | ------------- | ------------- | ------------- | ------------- | ------- | ------- | ------- | ------- |
| Rosenborg                | 2009              | Tippeligaen       | 3      | 0    | 2             | 0             | —             | —             | —       | —       | 5       | 0       |
| Rosenborg                | 2010              | Tippeligaen       | 28     | 7    | 5             | 3             | 12            | 4             | 1       | 0       | 46      | 14      |
| Rosenborg                | 2011              | Tippeligaen       | 29     | 3    | 3             | 0             | 6             | 2             | —       | —       | 38      | 5       |
| Rosenborg                | 2012              | Tippeligaen       | 18     | 1    | 3             | 3             | 7             | 0             | —       | —       | 28      | 4       |
| Rosenborg                | Celkově           | Celkově           | 78     | 11   | 14            | 6             | 25            | 6             | 0       | 0       | 117     | 23      |
| AZ                       | 2012/13           | Eredivisie        | 29     | 3    | 6             | 0             | —             | —             | —       | —       | 35      | 3       |
| AZ                       | 2013/14           | Eredivisie        | 26     | 2    | 2             | 0             | 4             | 0             | —       | —       | 30      | 2       |
| AZ                       | 2014/15           | Eredivisie        | 22     | 7    | 2             | 0             | —             | —             | —       | —       | 22      | 7       |
| AZ                       | 2015/16           | Eredivisie        | 28     | 12   | 4             | 3             | 9             | 4             | —       | —       | 41      | 19      |
| AZ                       | 2016/17           | Eredivisie        | 3      | 2    | 0             | 0             | 4             | 0             | —       | —       | 7       | 2       |
| AZ                       | Celkově           | Celkově           | 108    | 26   | 14            | 3             | 17            | 4             | 0       | 0       | 139     | 33      |
| Hull City                | 2016/17           | Premier League    | 15     | 0    | 1             | 0             | —             | —             | 4       | 1       | 20      | 1       |
| Hull City                | 2017/18           | Championship      | 31     | 2    | 2             | 0             | —             | —             | 0       | 0       | 33      | 2       |
| Hull City                | 2018/19           | Championship      | 39     | 2    | 0             | 0             | —             | —             | 0       | 0       | 39      | 2       |
| Hull City                | Celkově           | Celkově           | 85     | 4    | 3             | 0             | 4             | 1             | 0       | 0       | 92      | 5       |
| Bristol City (hostování) | 2019/20           | Championship      | 4      | 0    | 0             | 0             | —             | —             | 0       | 0       | 4       | 0       |
| Rosenborg                | 2020              | Eliteserien       | 9      | 0    | 0             | 0             | 1             | 0             | —       | —       | 10      | 0       |
| Rosenborg                | 2021              | Eliteserien       | 9      | 1    | 0             | 0             | 0             | 0             | —       | —       | 9       | 1       |
| Rosenborg                | 2022              | Eliteserien       | 29     | 0    | 2             | 0             | 0             | 0             | —       | —       | 31      | 0       |
| Rosenborg                | 2023              | Eliteserien       | 13     | 1    | 3             | 0             | 0             | 0             | —       | —       | 16      | 1       |
| Rosenborg                | Celkově           | Celkově           | 60     | 2    | 5             | 0             | 1             | 0             | 0       | 0       | 66      | 2       |
| Celkově v kariéře        | Celkově v kariéře | Celkově v kariéře | 335    | 43   | 36            | 9             | 43            | 10            | 4       | 1       | 418     | 63      |

### Reprezentační
Platí k zápasu hranému 8. října 2020.
| Národní tým | Rok     | Zápasy | Góly |
| ----------- | ------- | ------ | ---- |
| Norsko      | 2010    | 1      | 0    |
| Norsko      | 2011    | 1      | 0    |
| Norsko      | 2012    | 12     | 1    |
| Norsko      | 2013    | 4      | 0    |
| Norsko      | 2014    | 0      | 0    |
| Norsko      | 2015    | 6      | 1    |
| Norsko      | 2016    | 7      | 0    |
| Norsko      | 2017    | 4      | 1    |
| Norsko      | 2018    | 10     | 0    |
| Norsko      | 2019    | 9      | 0    |
| Norsko      | 2020    | 3      | 0    |
| Celkově     | Celkově | 57     | 3    |

#### Reprezentační góly
Skóre a výsledky Norska jsou vždy zapsány jako první. Góly Markuse Henriksena jsou zvýrazněny.
| Gól | Datum              | Místo                                      | Soupeř     | Skóre | Výsledek | Soutěž                                            |
| --- | ------------------ | ------------------------------------------ | ---------- | ----- | -------- | ------------------------------------------------- |
| 1.  | 11. září 2012      | Ullevaal Stadion, Oslo, Norsko             | Slovinsko  | 1:1   | 2:1      | Kvalifikace na Mistrovství světa ve fotbale 2014  |
| 2.  | 15. listopadu 2015 | Groupama Arena, Budapešť, Maďarsko         | Maďarsko   | 1:2   | 1:2      | Kvalifikace na Mistrovství Evropy ve fotbale 2016 |
| 3.  | 5. října 2017      | San Marino Stadium, Serravalle, San Marino | San Marino | 1:0   | 8:0      | Kvalifikace na Mistrovství světa ve fotbale 2018  |

## Úspěchy
Rosenborg
- Tippeligaen: 2009, 2010
- Norský šampionát do 19 let: 2009
- Superfinalen: 2010

AZ
- KNVB Cup: 2012/13

Norway U21
- Bronz na Mistrovství Evropy ve fotbale hráčů do 21 let: 2013

Individuální
- Talentová cena Statoil: červen 2010
- Talentová cena roku Statoil: 2010
- Mladý hráč roku podle NISO: 2010